# Förband (musik)
Förband är inom musiken den artist eller grupp, som uppträder före huvudevenemanget under en konsertkväll. Förbandet, även kallat support, fungerar som en publikuppvärmare. Många förband som spelar med större band blir också stora själva. Många ser förbandssystemet som en bra chans för mindre kända artister att visa upp sig, eftersom de då kan ses av publiken även om denna huvudsakligen kommit för att se huvudbandet.
Ett i raden av alla exempel är The Ark som agerade förband åt Kent under deras turné våren 2000. Senare under samma år kom The Arks debutalbum och bandets stora kommersiella genombrott. The Hives spelade förband på The Hellacopters turné vintern 2000-2001, något år innan de fick sitt stora genombrott. Ett annat exempel är då Arctic Monkeys var Franz Ferdinands förband 2005. Arctic Monkeys släppte sedan sitt debutalbum Whatever People Say I Am, That's What I'm Not, och det albumet och dess uppföljare Favourite Worst Nightmare har gjort Arctic Monkeys till ett större band än Franz Ferdinand. 1973 var Kiss förband åt Blue Oyster Cult och 1974 var Blue Oyster Cult förband åt Kiss.